# Ibane Bowat
Ibane Bowat, né le 15 septembre 2002 à Kingston upon Thames au Royaume-Uni, est un footballeur écossais qui joue au poste de défenseur central pour le Portsmouth FC.

## Biographie

### Jeunesse
Né à Kingston upon Thames, Ibane Bowat est à l'académie de Chelsea dès la catégorie des moins de 6 ans avant d'évoluer dans la catégorie des moins de 12 ans. Il joue moins au football au début de son adolescence et joue au rugby par groupes d'âge pour les Harlequins RFC avant de rejoindre Fulham chez les moins de 16 ans, après avoir constaté que jouer au football lui manquait,.

### FC Den Bosch
Bowat rejoint le FC Den Bosch en janvier 2023 en prêt avec option d'achat. Il fait ses débuts le 20 janvier 2023 en étant titulaire alors que le FC Den Bosch accueillait le Jong PSV au De Vliert dans l'Eerste Divisie. 
Le 13 juillet 2023, il signe un nouveau contrat avec Fulham jusqu'en 2025 et est ensuite prêté au club de Bundesliga autrichienne, le TSV Hartberg.

### Portsmouth FC
Le 30 août 2024, dernier jour du mercato, il signe en Championship du côté de Portsmouth dans le cadre d'un contrat de trois ans plus une année en option pour environ 600 000€.
Moins de deux semaines plus tard, le 12 septembre, Bowat se blesse à l'entraînement sur un tir anodin se blesse gravement au genou. Après analyses, il se rompt le ligament de la patella, ce qui l'écarte des terrains pour 6 mois.

## Carrière internationale
Né en Angleterre, Bowat est éligible pour l'Écosse via son grand-père maternel originaire de Fife. Il est également éligible pour jouer pour l'Angleterre, la France et le Cameroun. Il représente l'Écosse au niveau des moins de 19 ans et, en septembre 2022, est appelé pour la première fois avec l'équipe d'Écosse espoirs. Il fait ses débuts avec l'équipe espoirs de l'Écosse le 7 novembre 2022 contre l'Islande à Motherwell.

## Statistiques
| Saison                | Club                  | Championnat           | Championnat | Championnat | Championnat | Coupe nationale | Coupe nationale | Coupe nationale | Coupe de la Ligue | Coupe de la Ligue | Coupe de la Ligue | Total | Total | Total |
| Saison                | Club                  | Division              | M.          | B.          | P.d.        | M.              | B.              | P.d.            | M.                | B.                | P.d.              | M.    | B.    | P.d.  |
| 2022-2023             | FC Den Bosch          | Eerste Divisie        | 16          | 0           | 0           | -               | -               | -               | -                 | -                 | -                 | 16    | 0     | 0     |
| 2023-2024             | TSV Hartberg          | Bundesliga            | 31          | 1           | 0           | 3               | 0               | 0               | -                 | -                 | -                 | 34    | 1     | 0     |
| 2024-2025             | Portsmouth FC         | Championship          | 0           | 0           | 0           | 0               | 0               | 0               | -                 | -                 | -                 | 0     | 0     | 0     |
| Total sur la carrière | Total sur la carrière | Total sur la carrière | 47          | 1           | 0           | 3               | 0               | 0               | -                 | -                 | -                 | 50    | 1     | 0     |